# Stadion Miejski w Poniatowej
Stadion Miejski – stadion piłkarski w Poniatowej, w Polsce. Może pomieścić 1500 widzów (w tym 670 miejsc siedzących). Swoje spotkania rozgrywają na nim piłkarze klubu Stal Poniatowa